# Литвинчук, Михаил Степанович
Михаил Степанович Литвинчук (род. 21 июня 1980, Брест) — белорусский футболист, нападающий и центральный полузащитник.

## Биография
Родился 21 июня 1980 года в Бресте.
Воспитанник брестской СДЮШОР № 5, первые тренеры — Виталий Викторович Тыщенко, Василий Иванович Бабич. Во взрослом футболе дебютировал в 16-летнем возрасте, в 1996 году в составе клуба второй лиги «Берест». В 1997 году перешёл в брестское «Динамо» и в том же году сыграл свой первый матч в высшей лиге. За «Динамо» выступал до 2001 года, но не смог закрепиться в основном составе, также в этот период играл за младшие команды брестского клуба — «Динамо-2» и «Водоканал». В 2000 году забил 14 голов в 14 матчах второй лиги в составе «Водоканала».
В 2002 году играл в Польше за клуб «Свит» (Новы-Двур-Мазовецки).
В ходе сезона 2002 года перешёл в «Локомотив» (Минск), команда в том сезоне стала бронзовым призёром первой лиги и завоевала право на выход в высшую. Финалист Кубка Беларуси 2002/03. В 2003 году со своим клубом вылетел из высшей лиги, а в 2004 году стал победителем первой лиги. С 16 голами стал вторым бомбардиром турнира, уступив товарищу по команде Алексею Мартынову (19).
Сезон 2005 года провёл в высшей лиге в составе «Торпедо» (Жодино). Затем перешёл в «Минск», с которым в 2006 году одержал победу в первой лиге, а в 2007 году вылетел обратно. Затем провёл два сезона в высшей лиге за «Сморгонь», в 2009 году команда заняла место в зоне вылета.
Осенью 2009 года выступал во второй лиге Польши за «Подляшье» (Бяла-Подляска).
С 2010 года играл в первой лиге Беларуси за клубы «Гомель», «Городея», «Слуцк», «Сморгонь», «Кобрин». В 2010 году с «Гомелем» стал победителем турнира. В сезоне 2010/11 «Гомель» стал обладателем Кубка Беларуси, однако во время зимнего перерыва футболист покинул клуб. Также играл во второй лиге за «Колос-Дружба» (Городище). В конце сезона 2015 года, когда вместе с «Кобрином» вылетел из первой лиги, завершил игровую карьеру.
Всего в высшей лиге Беларуси сыграл 133 матча и забил 20 голов. В первой лиге — не менее 150 матчей.
Вызывался в юниорскую сборную Беларуси.

## Достижения
- Финалист Кубка Беларуси: 2002/03
- Победитель первой лиги Беларуси: 2004, 2006, 2010